# Platycapnos
Platycapnos – rodzaj roślin z rodziny makowatych (Papaveraceae) i podrodziny dymnicowych Fumarioideae. Obejmuje 3 gatunki występujące w obszarze śródziemnomorskim. Rosną na polach, piargach i siedliskach ruderalnych. 

## Morfologia
Nagie byliny i rośliny jednoroczne z liśćmi silnie podzielonymi na nitkowate łatki. Kwiaty zebrane licznie w bardzo gęste, główkowato skupione grona. Kwiaty z bardzo wąską koroną. Znamię na końcu z dwiema wydatnymi brodawkami. Owoce jednonasienne, spłaszczone. 

## Systematyka
Pozycja systematyczna według Angiosperm Phylogeny Website (aktualizowany system APG III z 2009)
Rodzaj z podrodziny dymnicowych Fumarioideae, rodziny makowatych Papaveraceae zaliczanej do rzędu jaskrowców (Ranunculales) i wraz z nim do okrytonasiennych. 
Wykaz gatunków
- Platycapnos saxicola Willk.
- Platycapnos spicatus (L.) Bernh.
- Platycapnos tenuilobus Pomel